# Flughafen São Carlos

i7
i11
i13
Der Flughafen São Carlos (IATA-Code: QSC, ICAO-Code: SDSC) ist der Flughafen der Stadt São Carlos im Bundesstaat São Paulo in Brasilien.
Er wird von der Rede Voa betrieben.

## Geschichte
Der Flughafen wurde in den 1970er Jahren von einem lokalen Traktorenhersteller angelegt. 1995 ging dieser Konkurs und die staatliche DAESP übernahm den Betrieb des Flughafens.
1997 wurde dem Flughafen die Erlaubnis erteilt, internationale Flüge abzufertigen.
2001 modernisierte die DAESP die Flughafeneinrichtungen.
LATAM Brasil erwarb die Fabrikationshallen der ehemaligen Traktorenfabrik und richtete dort ein Maintenance Hub ein.
Am 15. Juli 2021 gewann das Konsortium Rede Voa eine Konzession zum Betrieb des Flughafens für 30 Jahre.

## Fluggesellschaften und Ziele
Der Flughafen wird nicht im Liniendienst angeflogen.